# Sigimerus

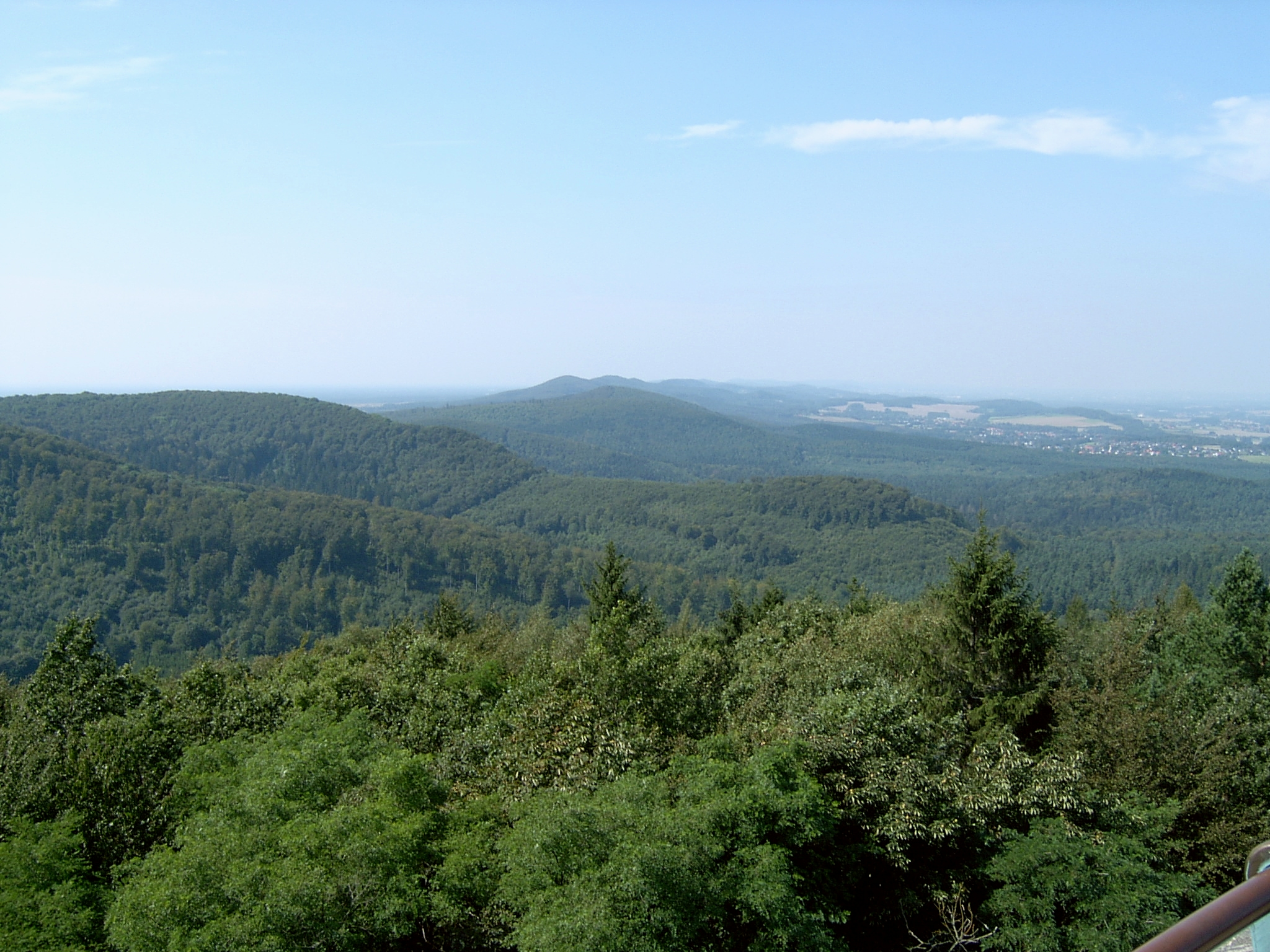
Gezicht op het Teutoburgerwoud

Sigimerus was de vader van de Cheruskische aanvoerder Arminius, die de strijd in de eerste eeuw na Chr. tegen de Romeinen leidde. In het Teutoburger Woud werden drie Romeinse legioenen onder Varus vernietigend verslagen door de Cherusken onder leiding van Arminius.
Er is weinig bekend over Sigimerus. Opmerkelijk is dat Arminius - die actief was in Romeinse dienst - aan het begin van de jaartelling terugkeert naar zijn eigen stam, wellicht omdat zijn vader is overleden. Als hij teruggekeerd is bij de Cherusken ontwikkelt hij zijn plan om zich af te keren van zijn broodheren, de Romeinen, en hen te verdrijven uit het huidige Noord-Duitsland.
Sigimerus moet overigens niet verward worden met Segimerus: de broer van Segestes.